# Gernot Kulis
Gernot Kulis (né le 11 août 1976 à Sankt Paul im Lavanttal) est un humoriste autrichien.

## Biographie
Adolescent, il souhaite être footballeur professionnel. Il intègre l'équipe espoir du SK Sturm Graz qui s'entraîne avec les seniors. Après sa maturité, Kulis obtient un premier contrat avec la radio privée Antenne Steiermark (de). Ne se voyant plus d'avenir à Graz, il s'engage avec le TSV Hartberg jusqu'en 1999. Cette année, il entre dans la radio publique Ö3 en tant qu'auteur de comédie. La séquence comique Professor Kaiser est diffusée pour la première fois en janvier 2002. En juin de la même année, Prof. Kaiser et son élève Mayerhofer alias Lukas Rupp font le titre Was is mit du ? qui devient le tube de l'été en Autriche.

## Comédie sur Ö3
Gernot Kulis est tour à tour sur Ö3 : Ö3 Callboy, Professor Kaiser, l'un des cinq Comedy Hirten ou encore l'une des deux Lofntola.
Ö3 Callboy
Kulis se fait connaître pour ses blagues téléphoniques lors de son passage à Antenne Steiermark. Lorsqu'il arrive sur Ö3, il continue les blagues sous le nom d'Ö3 Callboy auprès de célébrités, d'administrations ou des particuliers. Elles font l'objet de publications en CD.
Die Zwoa Lofntola
Die Zwoa Lofntola (en carinthinois (de), "Les deux femmes du Lavanttal (de)") sont Heini (Kulis) et Reini (Christian Schwab). Elles se rencontrent par hasard dans des lieux de l'actualité.
Comedy Hirten
Depuis 2004, la troupe de Comedy Hirten se produit sur la scène. Les cinq comédiens sont Gernot Kulis, Rolf Lehmann, Herbert Haider, Peter Moizi et Christian Schwab, qui remplace Marion Petric. Les spectacles font l'objet d'émission sur Ö3. Ils parodient des célébrités autrichiennes comme Armin Assinger, Hans Krankl, Ivica Vastić mais aussi Rainhard Fendrich, Ingrid Thurnher (de), Herbert Prohaska, Anton Polster, Georg Danzer, Gerda Rogers (de) ou Arnold Schwarzenegger.
Kulisionen
Gernot Kulis fait sa première émission en direct le 17 mars 2011. Dans son stand-up, il emmène le public dans un voyage à travers sa "vie hyperactive" et ses "collisions" avec les humains, les animaux ou les appels d'urgence. Il parle des choses de la vie quotidienne et livre des anecdotes sur le football, Ö3-Callboy ou sa vie privée.

## Discographie
De nombreuses comédies de Gernot Kulis sont publiées en CD par Hoanzl (de) :
- Gernot Kulis ist die Nervensäge am Rohr Vol. 1
- Gernot Kulis ist die Nervensäge am Rohr Vol. 2
- Gernot Kulis ist der Ö3-Callboy vol. 1
- Gernot Kulis ist der Ö3-Callboy vol. 2
- Gernot Kulis ist der Ö3-Callboy vol. 3
- Gernot Kulis ist der Ö3-Callboy vol. 4
- Gernot Kulis ist der Ö3-Callboy vol. 5
- Gernot Kulis ist der Ö3-Callboy vol. 6
- Gernot Kulis ist der Ö3-Callboy vol. 7
- Gernot Kulis ist der Ö3-Callboy vol. 8
- Gernot Kulis ist der Ö3-Callboy vol. 9
- Gernot Kulis ist der Ö3-Callboy vol. 10
- Gernot Kulis ist der Ö3-Callboy vol. 11
- Gernot Kulis ist der Ö3-Callboy vol. 12
- Gernot Kulis ist der Ö3-Callboy vol. 13
- Professor Kaiser vol. 1
- Professor Kaiser vol. 2
- Professor Kaiser vol. 3
- Professor Kaiser vol. 4
- Professor Kaiser vol. 5
- Professor Kaiser vol. 6
- Professor Kaiser vol. 7
- Comedy Hirten - Mörderisch